# Jackson Edward Betts

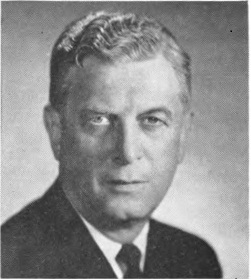
Jackson Edward Betts (1963)

Jackson Edward Betts (* 26. Mai 1904 in Findlay, Ohio; † 13. August 1993 ebenda) war ein US-amerikanischer Politiker. Zwischen 1951 und 1973 vertrat er den Bundesstaat Ohio im US-Repräsentantenhaus.

## Werdegang
Jackson Betts besuchte die öffentlichen Schulen seiner Heimat und danach bis 1926 das Kenyon College in Gambier. Nach einem anschließenden Jurastudium an der Yale University und seiner 1930 erfolgten Zulassung als Rechtsanwalt begann er in Findlay in diesem Beruf zu arbeiten. Zwischen 1933 und 1937 war er Staatsanwalt im Hancock County. Gleichzeitig schlug er als Mitglied der Republikanischen Partei eine politische Laufbahn ein. Zwischen 1937 und 1947 saß er als Abgeordneter im Repräsentantenhaus von Ohio; in den Jahren 1945 und 1946 war er dessen Speaker als Nachfolger von William Moore McCulloch.
Bei den Kongresswahlen des Jahres 1950 wurde Betts im achten Wahlbezirk von Ohio in das US-Repräsentantenhaus in Washington, D.C. gewählt, wo er am 3. Januar 1951 die Nachfolge von Frederick Cleveland Smith antrat. Nach zehn Wiederwahlen konnte er bis zum 3. Januar 1973 elf Legislaturperioden im Kongress absolvieren. In diese Zeit fielen unter anderem der Koreakrieg, der Vietnamkrieg und innenpolitisch die Bürgerrechtsbewegung. Im Jahr 1972 verzichtete er auf eine weitere Kandidatur.
Zwischen 1973 und 1983 arbeitete Jackson Betts als Teilzeitlehrer am Findlay College. Von 1981 bis 1989 war er Richter am städtischen Gericht von Findlay. In dieser Stadt ist er am 13. August 1993 auch verstorben.